# Afrikanska unionens ordförande
Afrikanska unionens ordförande är det högsta ämbetet i Afrikanska unionen och väljs av Afrikanska unionens församling för mandatperioder på ett år. Ämbetet roterar mellan AU:s fem geografiska regioner och en kandidat måste antingen väljas med konsensus eller åtminstone två tredjedelars majoritet i församlingen. Ordförandeposten är ceremoniell med uppgifter att bland annat representera AU som helhet på diverse internationella toppmöten.

## Historia
Vid bildandet av Afrikanska unionen i juli 2002 utsågs Sydafrikas president Thabo Mbeki till posten som Afrikanska unionens ordförande. Från år 2006 och framåt har kandidater till ordförandeposten ställt upp baserat på en rotation mellan AU:s regioner och med åren har det av praxis roterat enligt ordningen Öst-, Nord-, Central-, södra och Västafrika. Just valet av ordförande år 2006 var kontroversiellt på grund av Sudans kandidatur mot bakgrund av Darfurkonflikten och efter hård kritik valdes istället Kongo-Brazzavilles president till ordförande. I januari 2010 försökte den libyske ledaren Muammar Gaddafi förgäves att få stanna på posten i ytterligare ett år efter att redan ha suttit som ordförande en ordinarie mandatperiod.

## Lista över Afrikanska unionens ordförande
| Namn                          | Tillträde        | Avgick           | Land              |
| ----------------------------- | ---------------- | ---------------- | ----------------- |
| Thabo Mbeki                   | 9 juli 2002      | 10 juli 2003     | Sydafrika         |
| Joaquim Chissano              | 10 juli 2003     | 6 juli 2004      | Moçambique        |
| Olusegun Obasanjo             | 6 juli 2004      | 24 januari 2006  | Nigeria           |
| Denis Sassou-Nguesso          | 24 januari 2006  | 24 januari 2007  | Kongo-Brazzaville |
| John Kufuor                   | 30 januari 2007  | 31 januari 2008  | Ghana             |
| Jakaya Kikwete                | 31 januari 2008  | 2 februari 2009  | Tanzania          |
| Muammar Gaddafi               | 2 februari 2009  | 31 januari 2010  | Libyen            |
| Bingu wa Mutharika            | 31 januari 2010  | 31 januari 2011  | Malawi            |
| Teodoro Obiang Nguema Mbasogo | 31 januari 2011  | 29 januari 2012  | Ekvatorialguinea  |
| Yayi Boni                     | 29 januari 2012  | 27 januari 2013  | Benin             |
| Hailemariam Desalegn          | 27 januari 2013  | 30 januari 2014  | Etiopien          |
| Mohamed Ould Abdel Aziz       | 30 januari 2014  | 30 januari 2015  | Mauretanien       |
| Robert Mugabe                 | 30 januari 2015  | 30 januari 2016  | Zimbabwe          |
| Idriss Déby                   | 30 januari 2016  | 30 januari 2017  | Tchad             |
| Alpha Condé                   | 30 januari 2017  | 28 januari 2018  | Guinea            |
| Paul Kagame                   | 28 januari 2018  | 10 februari 2019 | Rwanda            |
| Abd al-Fattah al-Sisi         | 10 februari 2019 | 10 februari 2020 | Egypten           |
| Cyril Ramaphosa               | 10 februari 2020 | 6 februari 2021  | Sydafrika         |
| Félix Tshisekedi              | 6 februari 2021  | 5 februari 2022  | Kongo-Kinshasa    |
| Macky Sall                    | 5 februari 2022  | 18 februari 2023 | Senegal           |
| Azali Assoumani               | 18 februari 2023 | 17 februari 2024 | Komorerna         |
| Mohamed Ould Ghazouani        | 17 februari 2024 | 15 februari 2025 | Mauretanien       |
| João Lourenço                 | 15 februari 2025 | Innehar ämbetet  | Angola            |